# Эйтон, Уильям Таунсенд
Уи́льям Та́унсенд Э́йтон (англ. William Townsend Aiton, 2 февраля 1766, Кью, Лондон, Англия — 9 октября 1849) — английский ботаник и садовник.
Сын и преемник Уильяма Эйтона (1731—1793). Унаследовал директорский пост в Королевских ботанических садах в Кью.
Повелением короля Георга IV разбил сады в Брайтоне и в Букингемском дворце.
Подготовил и выпустил в свет новое расширенное издание книги своего отца «Hortus Kewensis» (5 volumes, London, 1810—1813).